# Селин (фильм)
«Сели́н» (англ. Céline) — телевизионный фильм-биография о канадской певице Селин Дион, выпущенный 3 октября 2008 года. Фильм рассказывает о жизни Дион, начиная с того времени, когда она была девочкой, поющей в клубе своего отца, и продолжаясь через всю карьеру всемирно известной певицы до настоящего времени. Режиссёром фильма выступил Джефф Уолну.

## В ролях
| Актёр            | Роль         |
| ---------------- | ------------ |
| Кристин Гауи     | Селин Дион   |
| Джодель Ферланд  | юная Селин   |
| Питер Макнилл    | Адемар Дион  |
| Луиз Питре       | Тереза       |
| Мак Файф         | Майкл        |
| Натали Рэдфорд   |              |
| Энирко Колантони | Рене Ангелил |